# Grewia isochroa
Grewia isochroa är en malvaväxtart som beskrevs av Karl Ewald Maximilian Burret. Grewia isochroa ingår i släktet Grewia och familjen malvaväxter. Inga underarter finns listade i Catalogue of Life.